# Vuelo 703 de LOT
El vuelo 703 de LOT Polish Airlines fue un accidente de aviación que ocurrió cuando una aeronave Antonov An-24W  efectuó un aterrizaje de emergencia a 1 kilómetro (0,5 nmi) al norte de la estación de ferrocarril de Rogóżno, el 2 de noviembre de 1988. En el accidente una persona murió y varias resultaron heridas de gravedad.

## Vuelo
El avión, un Antonov An-24W, con registro SP-LTD, y de nombre "Dunajec", despegó del aeropuerto Okęcie, Varsovia para efectuar el vuelo regional 703 al aeropuerto de Rzeszów-Jasionka. Había 25 pasajeros a bordo (incluyendo al famoso presentador de radio Tomasz Beksiński) y cuatro tripulantes. El capitán fue Kazimierz Rożek (con 30 años de experiencia) y el copiloto fue Waldemar Wolski. La emergencia se produjo unos dos minutos antes del aterrizaje previsto, a las 10:25, cuando el avión volaba en rumbo este hacia la pista de aterrizaje 27. Según los investigadores, los pilotos conectaron el sistema anti-hielo demasiado tarde y, durante la aproximación, ambos motores se detuvieron repentinamente a causa del hielo ingerido por el motor. Inmediatamente después de esto, Rożek y Wolski, se dieron cuenta de que no serían capaces de llegar al aeropuerto, iniciando un descenso de emergencia, que terminó en un claro.

## Aterrizaje de emergencia y evacuación
El avión realizó un aterrizaje de emergencia en un claro a alta velocidad. 
Regresó al aire sobre una zanja de drenaje y se estrelló más adelante. En el momento del aterrizaje forzoso, una persona –una mujer de 69 años de Rzeszów– murió. Segundos después del accidente , dos tripulantes de cabina de pasajeros y dos oficiales militares evacuaron a todos los pasajeros del avión, que pronto comenzó a arder.

## Consecuencias
El aterrizaje forzoso fue el último accidente aéreo de la aviación comercial polaca. Fue una de las razones que llevó a LOT Polish Airlines a retirar todos sus An-24 en servicio (este avión en particular tenía 22 años de antigüedad) y los reemplazó con ATR 42 y ATR 72.